# برنيس لوف ويغينز
برنيس لوف ويغينز (بالإنجليزية: Bernice Love Wiggins)‏ (4 مارس 1897 - 27 يناير 1936)؛ كاتِبة وشاعرة أمريكية.